# PK (chemia)
pK to ujemny logarytm dziesiętny ze stałej równowagi K odwracalnych reakcji chemicznych.
{\displaystyle pK=-log\ K}
Taka postać jest bardzo przydatna, gdyż stałe równowagi przyjmują w wielu reakcjach bardzo małe lub bardzo duże wielkości (np. rzędu 10-6. lub 104)
Analogicznie symbolu pX można użyć do opisywania następujących wartości:

{\displaystyle pH=-log\ [H^{+}]}
{\displaystyle pK_{a}=-log\ K_{a}}
{\displaystyle pK_{b}=-log\ K_{b}}
gdzie Ka jest stałą dysocjacji kwasowej, a Kb stałą dysocjacji zasadowej.
pKa i pKb są też miarą mocy kwasu i zasady.